# Barry F. Lorenzetti
 (août 2025).
Motif : Sources secondaires et page promotionnelle avant mon arrivée
- Archive Wikiwix
- Bing
- Cairn
- DuckDuckGo
- E. Universalis
- Gallica
- Google
- G. Books
- G. News
- G. Scholar
- Persée
- Qwant
- (zh) Baidu
- (ru) Yandex
- (wd) trouver des œuvres sur Wikidata

| 1. | Préciser le motif de la pose du bandeau. | Précisez le motif de la pose du bandeau en utilisant la syntaxe suivante : {{admissibilité à vérifier\|date=août 2025\|motif=remplacez ce texte par le motif}}                           |
| 2. | Informer les utilisateurs concernés.     | Pensez à avertir le créateur de l'article, par exemple, en insérant le code ci-dessous sur sa page de discussion : {{subst:avertissement admissibilité à vérifier\|Barry F. Lorenzetti}} |

 (août 2025).
Vous pouvez aider à l'améliorer ou bien discuter des problèmes sur sa page de discussion.
- Il ne cite pas suffisamment ses sources. Vous pouvez indiquer les passages à sourcer avec {{référence nécessaire}} ou {{Référence souhaitée}}, et inclure les références utiles en les liant aux notes de bas de page. (Marqué depuis juillet 2025)
- Il ne s’appuie pas, ou pas assez, sur des sources secondaires ou tertiaires. (Marqué depuis décembre 2017)
- Sa forme n’est pas encyclopédique et ressemble trop à un curriculum vitæ. Modifiez le texte pour aider à le transformer en article neutre. (Marqué depuis décembre 2017)

- Archive Wikiwix
- Bing
- Cairn
- DuckDuckGo
- E. Universalis
- Gallica
- Google
- G. Books
- G. News
- G. Scholar
- Persée
- Qwant
- (zh) Baidu
- (ru) Yandex
- (wd) trouver des œuvres sur Wikidata

Pour les articles homonymes, voir Lorenzetti.
Barry F. Lorenzetti, né à Montréal, est un entrepreneur, et assureur au Canada. En 1987, il fond BFL CANADA, une société de courtage d’assurance et de gestion de risques au pays, détenue et gérée par ses propres employés.

## Biographie

### Carrière
Le 14 décembre 1987, Barry F. Lorenzetti décide, après avoir démissionné de chez Sedgwick Claims Management Services Ltd de fonder son propre cabinet de services financiers[réf. nécessaire]. Il démarre ce projet avec Joseph Paré, Tom Sleeper et le cabinet de courtage Besso (basé à Londres). Après plusieurs rencontres, Besso accepte de prendre un intérêt de 70 % dans l’entreprise naissante. Joseph Paré, Tom Sleeper et Barry F. Lorenzetti, prenant les 30 % restants. C’est alors que Lorenzetti décide de s’établir dans le même édifice que son ancien employeur[réf. nécessaire].
En 2024, Barry lance le Groupe Lorenzetti, un bureau familial qui regroupe ses diverses initiatives professionnelles dans des secteurs variés tels que les arts et le divertissement, l’hôtellerie, l’immobilier et le journalisme[réf. nécessaire].

### Implication communautaire
Fort de ses convictions en matière de philanthropie, Barry crée en 2017 la Fondation Barry F. Lorenzetti, dédiée à l’amélioration des soins en santé mentale au Canada, un domaine qui lui tient particulièrement à cœur[réf. nécessaire][pourquoi ?]. À travers cette fondation, il soutient activement de nombreuses causes et œuvre pour des changements significatifs[réf. nécessaire].
L’engagement de Barry envers la communauté est également illustré par son soutien à diverses organisations caritatives, telles que la Résidence de soins palliatifs Teresa-Dellar[réf. nécessaire], la Fondation des YMCA[réf. nécessaire], la Fondation Santa Cabrini[réf. nécessaire], ainsi que le Centre hospitalier de St. Mary[réf. nécessaire] et l’Hôpital de Montréal pour enfants[réf. nécessaire].
En 2021, Barry cofonde le Centre d’entrepreneuriat et de gestion au féminin à l’École de gestion John Molson de l’Université Concordia[réf. nécessaire] qui promeut le développement académique et professionnel des femmes entrepreneures.
Barry occupe divers rôles au sein de nombreuses organisations[Lesquels ?], dont la Fondation Hockey Canada, dont il a été président[réf. nécessaire][Quand ?]. Passionné de hockey et fier Canadien, il soutient activement l’inclusion et les meilleures pratiques dans le sport[réf. nécessaire]. En 2020, il devient l’un des partenaires fondateurs du Centre 21.02, un centre de haute performance de hockey féminin au Canada[réf. nécessaire].

## Prix et distinctions
Ses contributions lui ont valu de nombreuses distinctions[Lesquels ?], dont membre l'Ordre du Canada (2025), la Médaille du couronnement du roi Charles III (2024), le titre de Chevalier de l’Ordre de Montréal (2022), le prix du Chef d’entreprise international de l’année de la Chambre de commerce du Canada (2021) et le prix Lifetime Insurance Award décerné par Insurance Business Canada (2018). 